# Аннаберг (Нижняя Австрия)

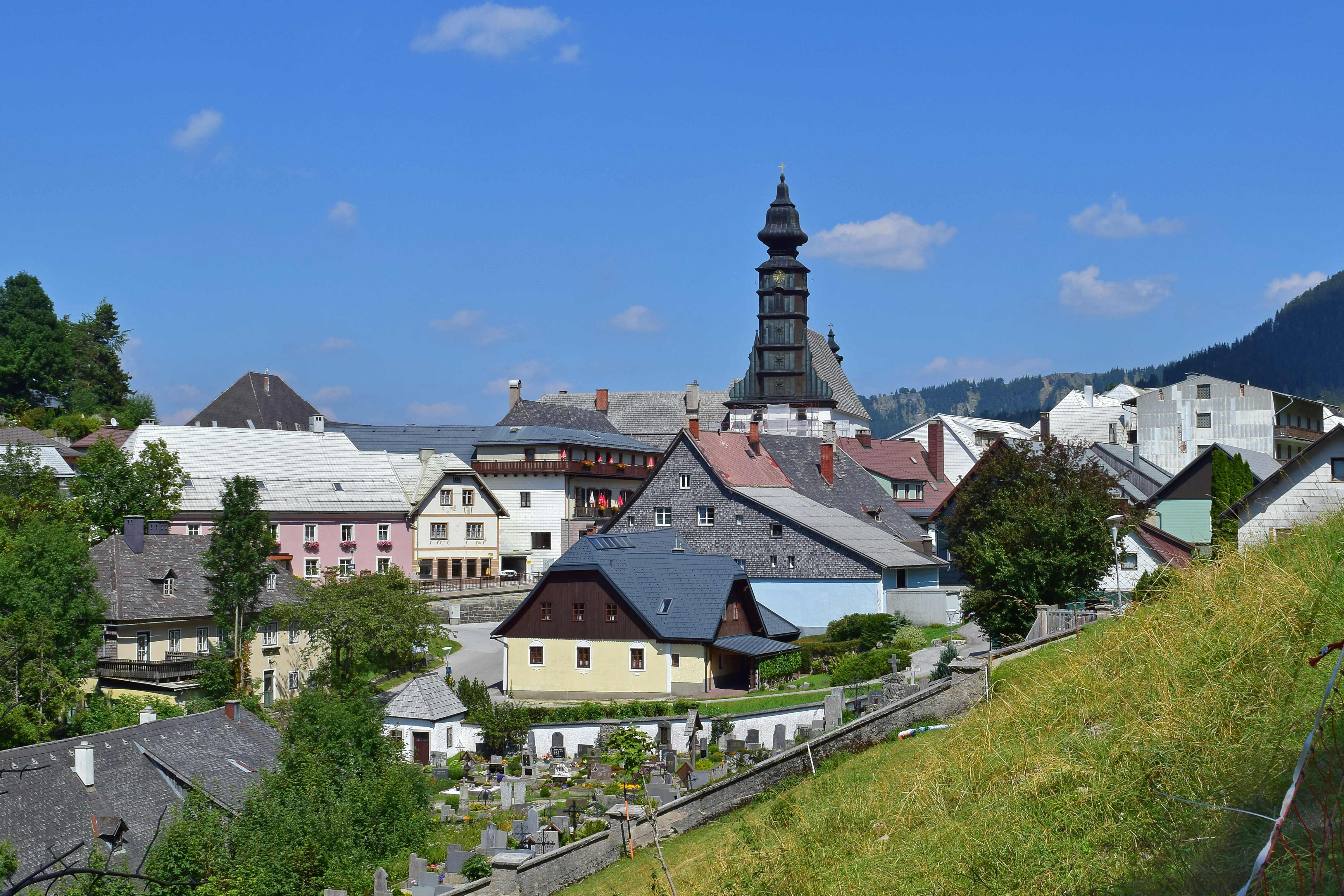
Аннаберг

Аннаберг (нем. Annaberg (Niederösterreich)) — коммуна (нем. Gemeinde) в Австрии, в федеральной земле Нижняя Австрия.
Входит в состав округа Лилинфельд.  Население составляет 670 человек (на 31 декабря 2005 года). Занимает площадь 63,48 км². Официальный код  —  31401.

## Политическая ситуация
Бургомистр коммуны — Петра Це (АНП) по результатам выборов 2005 года.
Совет представителей коммуны (нем. Gemeinderat) состоит из 15 мест.
- АНП занимает 11 мест.
- СДПА занимает 4 места.